# Коктюль (село)
Коктюль — село Ялуторовского района Тюменской области России. Административный центр Коктюльского сельского поселения.
Село находится на берегу рек Уварыш и Коктоль.

## История
Село основано в 1723 году как «фабричный» поселок. Тобольские дворяне Петр и Яков Матегоровы построили первый в Западной Сибири стекольный завод. 
В 1930 году образовались два колхоза: «Охотник» (Блинов Иван Иванович) и «Трудовая семья» (Хухоров Петр Семенович). 

## Население
| 2010 | 2014 |
| ---- | ---- |
| 533  | ↗625 |

## Инфраструктура
- ФАП
- Школа